# Damascus (Georgie)
Damascus je město v okrese Early County ve státě Georgie ve Spojených státech amerických. V roce 2011 žilo ve městě 254 obyvatel.

## Demografie
Podle sčítání lidí v roce 2000 žilo ve městě 277 obyvatel, 100 domácností a 74 rodin. V roce 2011 žilo ve městě 124 mužů (48,8 %), a 130 žen (51,2 %). Průměrný věk obyvatele je 40 let (2011)

## Zábava
V Damašku každoročně probíhá filmový festival The Briar Patch Music Festival který vznikl v roce 2010. V prvním ročníku navštívilo festival 300 lidí, od té doby se festival rozrostl a přibližně ho v posledních letech navštěvuje 700 lidí. Festival se obvykle vyskytuje poslední týden v květnu. V Damašku je také bar Powerline Bar and Grill  který slouží pro všechny obyvatele ze sousedních okresů. Powerline uvádí kapely téměř každý víkend ze všech částí východní USA.

## Vzdělání
Damašek je domovem akademie Southwest Georgia Academy. S.G.A. která byla založena v roce 1970 a patří do asociace  Georgia Independent School Association (GISA).